# Венеция
Вене́ция (итал. Venezia МФА: [veˈnɛt͡sia]о файле, вен. Venèsia) — город на северо-востоке Италии. Административный центр области Венеция и одноимённой территориальной единицы, приравненной к провинции. Образует коммуну, разделённую на 6 самоуправляемых районов. Покровителем города считается апостол Марк, евангелист, чьи предполагаемые мощи хранятся здесь же в Соборе Св. Марка, в связи с чем в город всегда приезжало много паломников-христиан со всего мира.
Население — 259 939 человек (30.06.2019). Расположена на материке (после объединения с городом Местре в 1926 году) и 118 островах Венецианской лагуны Адриатического моря. Подвержена осенним наводнениям от нагонной волны со стороны моря.
Крупный туристический и научно-образовательный центр. В материковой части — морской порт и международный аэропорт Марко Поло, нефтеперерабатывающий и другие заводы. Место проведения Венецианского карнавала и Венецианского кинофестиваля.
Архитектурный облик города сформировался в период расцвета Венецианской республики в XIV—XVI веках. Вместе с Венецианской лагуной внесён в список Всемирного наследия ЮНЕСКО.
Во времена античности район Венеции населяли венеты (отсюда название города). Островной город с IX века. В Средние века — центр Венецианской республики с многочисленными колониями в Средиземном море. Рост Османской империи привёл к упадку Венеции в XVII—XVIII веках; во время Наполеоновских войн попала под власть Австрии. В 1866 году вошла в состав Италии.

## История

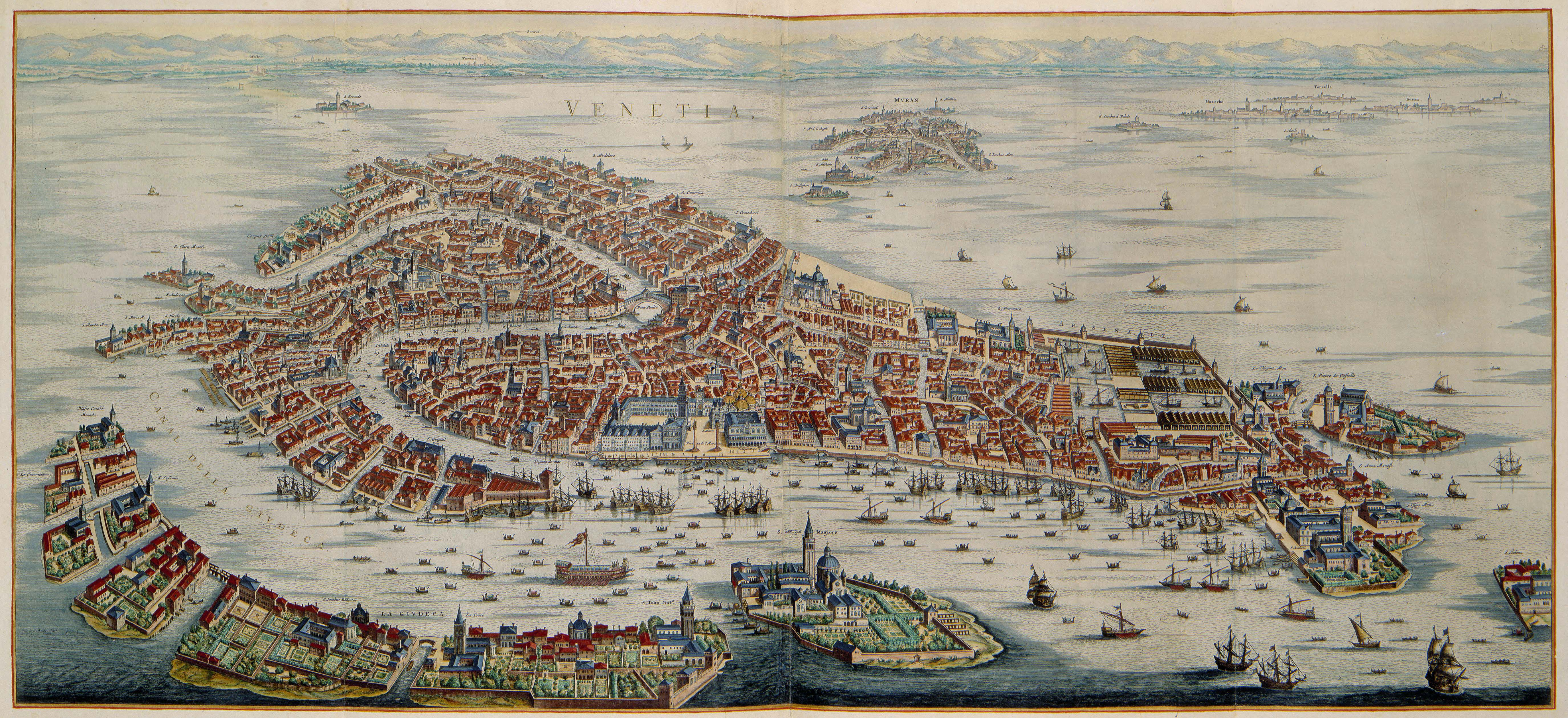
План Венеции, конец XVII века

Название города происходит от области Венетия, а та — от племени венетов, которые жили здесь в римские времена. Однако при римлянах в лагуне городского поселения не было. Люди начали селиться в Венецианской лагуне после нашествий варваров — вестготов, гуннов Аттилы и лангобардов, прошедших здесь в V—VI веках и опустошивших города на континенте, наиболее значительным из которых была Аквилея. Городское поселение на островах Венецианской лагуны начало создаваться во второй половине VI века. Изначально центр поселения находился на островах Маламокко и Торчелло, но с VIII века начал перемещаться к своему современному положению. В VII веке острова по инициативе Византии, которой они формально принадлежали, были объединены под властью единого правителя — дожа. Первый дож Паоло Лучио Анафесто был избран в 697 году, чему нет документальных подтверждений, и заменил византийского Magister militum, управлявшего всей провинцией. С середины VIII века дожа выбирали в Венеции; его не должен был утверждать византийский император. Первое подтверждённое источниками избрание дожа состоялось в 727 году; всего за всю историю города было избрано 120 дожей. Последний, Людовико Манин, отрёкся от власти в 1797 году.
После занятия (751) лангобардами Равенны Венеция осталась последней территорией в Италии, формально находившейся под контролем Византии. После включения остальной Италии в империю Карла Великого она фактически осталась звеном, связывавшим Византию и западный мир, что способствовало стремительному росту Венеции как торгового города. В IX веке рост этот сдерживался опасностью вторжения венгров, славян или арабов (в 975 мусульманский флот достиг города Градо). В правление дожа Пьетро II Орсеоло (991—1009) Венеции удалось заключить договоры со всеми окружающими её державами, обеспечивающие независимость города и беспрепятственную торговлю, а также начать территориальное расширение республики, захватив территории в Далмации.
В 828 году в Венецию были перенесены украденные в Александрии мощи святого Марка и размещены в специально построенном для этого соборе. К концу IX века Венеция приобрела ту структуру, с островами и каналами, которую она сохраняет и поныне. Для защиты от возможного вторжения венгров была построена оборонительная система со стенами и цепью, перегораживавшей вход в Большой канал.
С основания города в Венеции никогда не было вассальных отношений между гражданами республики. В этом смысле она была уникальным в средневековой Европе государственным образованием. Когда дож Пьетро IV Кандиано попытался проводить политику большей вовлечённости Венеции во внутриитальянские дела, боязнь постепенного введения вассалитета вызвала восстание 976 года, в результате которого дож был убит. Около 1040 года был принят статут, запрещавший кому-либо при жизни дожа назначать ему соправителя или преемника.

### Взлёт и упадок

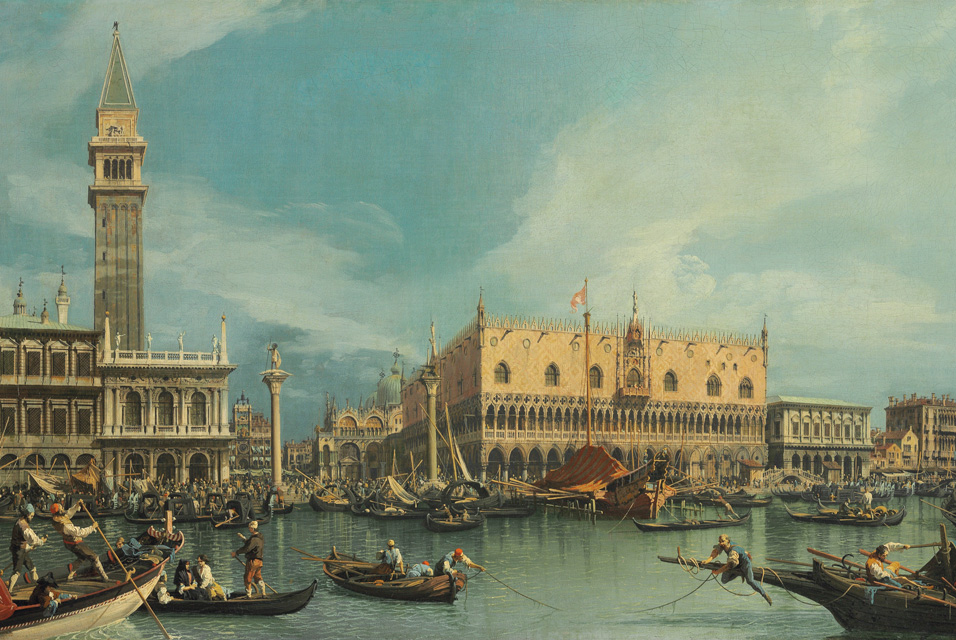
Венеция в XVIII веке, худ. Каналетто

Некоторые историки связывают экономический и политический взлёт Венеции с перенесением религиозного пыла и алчности крестоносцев с мусульманского Востока на христианскую Византию. Разгром в 1204 году Константинополя, самого богатого города эпохи, крестоносцами IV крестового похода дал Венеции не только прямую материальную выгоду (участие в дележе греческих земель и вывоз тысяч произведений греческого искусства, таких как Квадрига на соборе Св. Марка и Пирейские львы), но и, что самое главное, содействовал торговой экспансии на Восток. Вот что пишет по этому поводу Фернан Бродель: «так росла Венеция, потому что её кормили рынки, слабеющая Византия, которой она навязала свои услуги. Венеция съела это огромное сооружение изнутри так, как термиты съедают деревянный каркас. Именно Венеция направила IV-й крестовый поход на Константинополь. Грабёж Константинополя в 1204 году […] расчленил Византийскую империю и лежит в основе величия Венеции. После нейтрализации Генуи в 1381 году, Венеция становится госпожой торговли на Востоке, то есть международной торговли той эпохи».

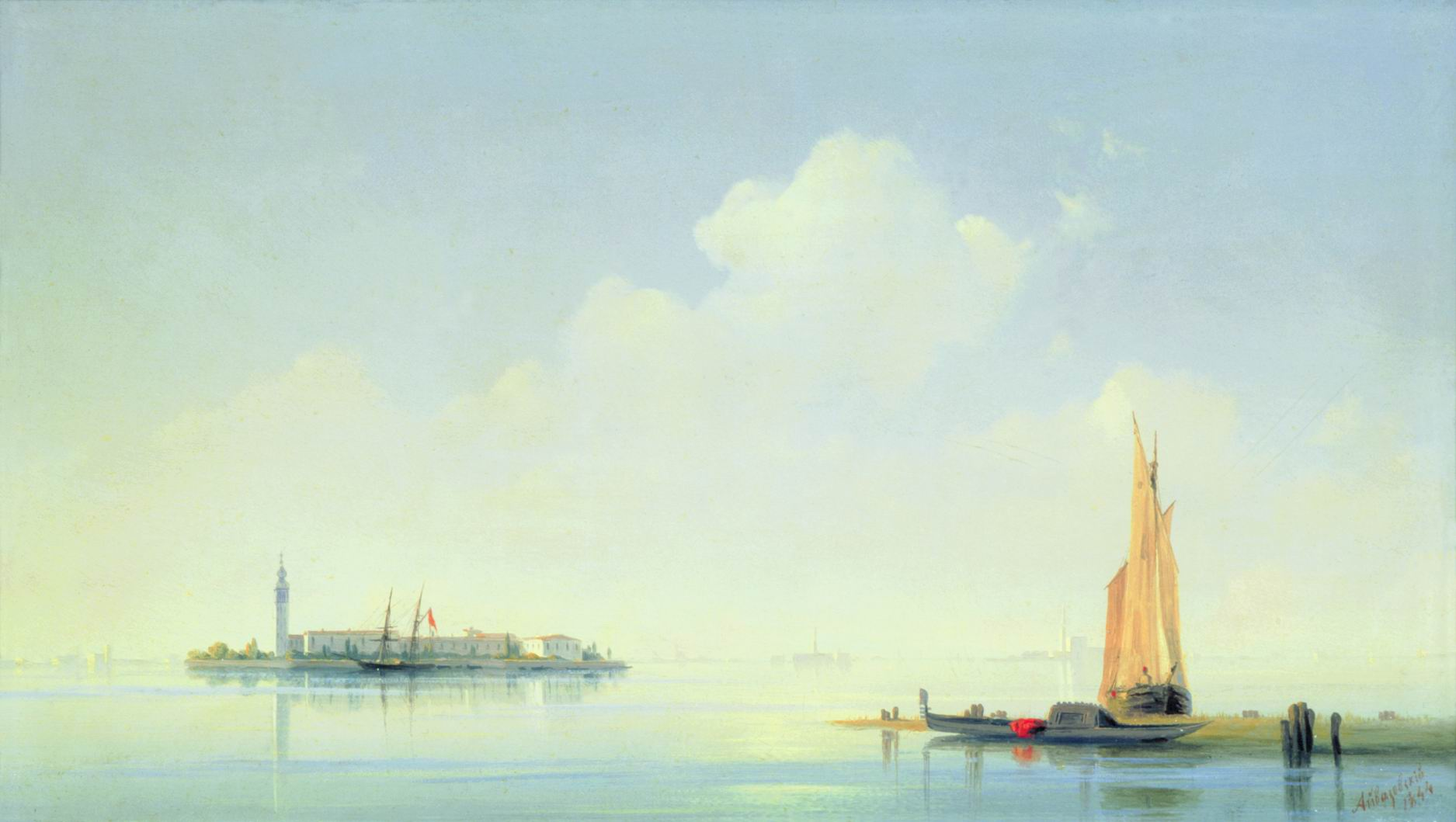
Венецианская лагуна. Вид на остров Сан-Джорджио. И. К. Айвазовский

Однако условия, предопределившие взлёт Венеции, одновременно стали предпосылками последующего упадка. Подорвав мощь Византии, веками прикрывавшей Европу от мусульманского Востока, Венеции пришлось самой столкнуться с турецкой экспансией после падения в 1453 году Константинополя. Одновременно эта экспансия и войны вынудили европейские страны искать другие торговые пути.
Венециано-османская война 1499—1503 гг., другие турецко-венецианские войны и перемещение основных торговых путей из Средиземноморья в Атлантику постепенно подорвали торговое и экономическое благополучие Венеции.
Когда Наполеон Бонапарт захватил Венецию в ходе Итальянского похода в 1795—1797 годах, она уже не представляла собой могущественного государства; по мирному договору в Кампо-Формио Венеция отошла австрийцам.
В 1866 году после Третьей итальянской войны за независимость окончательно вошла в состав итальянского государства.

## Физико-географическая характеристика

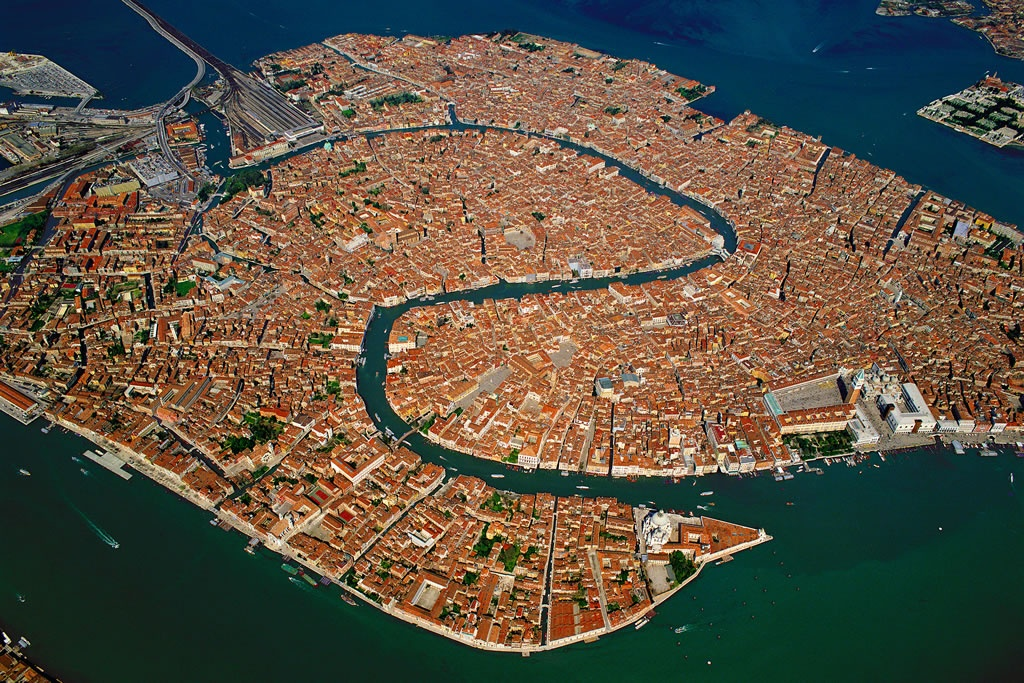
Островная основная часть Венеции

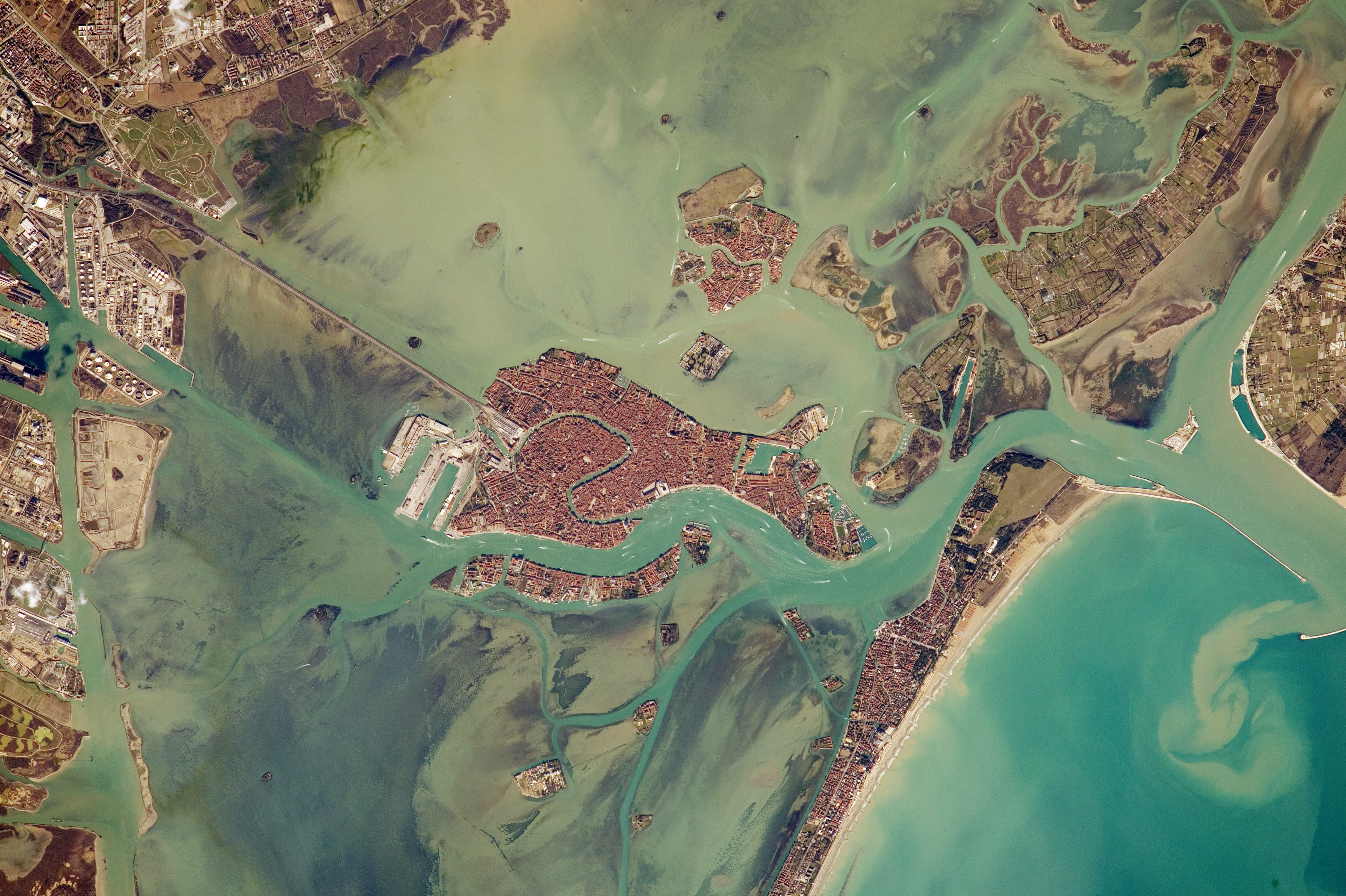
Венеция и лагуна. Фотография из космоса, 2016

Порт на Адриатическом море (грузооборот свыше 21 млн тонн в год); Международный аэропорт имени Марко Поло.
Исторический центр Венецианской Ривьеры расположен на 118 островах Венецианской лагуны, разделённых 150 каналами и протоками, через которые переброшено около 400 мостов (в том числе Риальто и так называемый мост Вздохов, оба относятся к концу XVI века).
Университет, консерватория (1916). Музеи (в том числе Галерея Академии искусств). Первый общедоступный оперный театр (1637—1812), оперный театр «Фениче» (1792).
Островная Венеция — морской курорт, центр международного туризма мирового значения, место проведения международных кинофестивалей, художественных и архитектурных выставок. Внутригородские перевозки на моторных судах, гондолах, баржах. Поселение с V века, город с начала IX века. С IX—X по XVI век — крупный центр посреднической торговли между Западной Европой и Востоком. В Средние века и до 1797 года республика с дожем во главе (с конца XIII века — олигархическая), со значительной подвластной территорией. В 1797—1805 и 1815—1866 Венеция — владение Австрии. Вдоль каналов и узких кривых улиц располагаются богато декорированные церкви и дворцы. На центральной площади — Собор Святого Марка (IX—XV века), Дворец дожей (XIV—XVI веков), Старая библиотека Сан-Марко (XVI века), здания религиозных братств (скуол), монастыри. Город и лагуна включены в список Всемирного наследия.
В честь Венеции названа страна Венесуэла.

### Наводнения

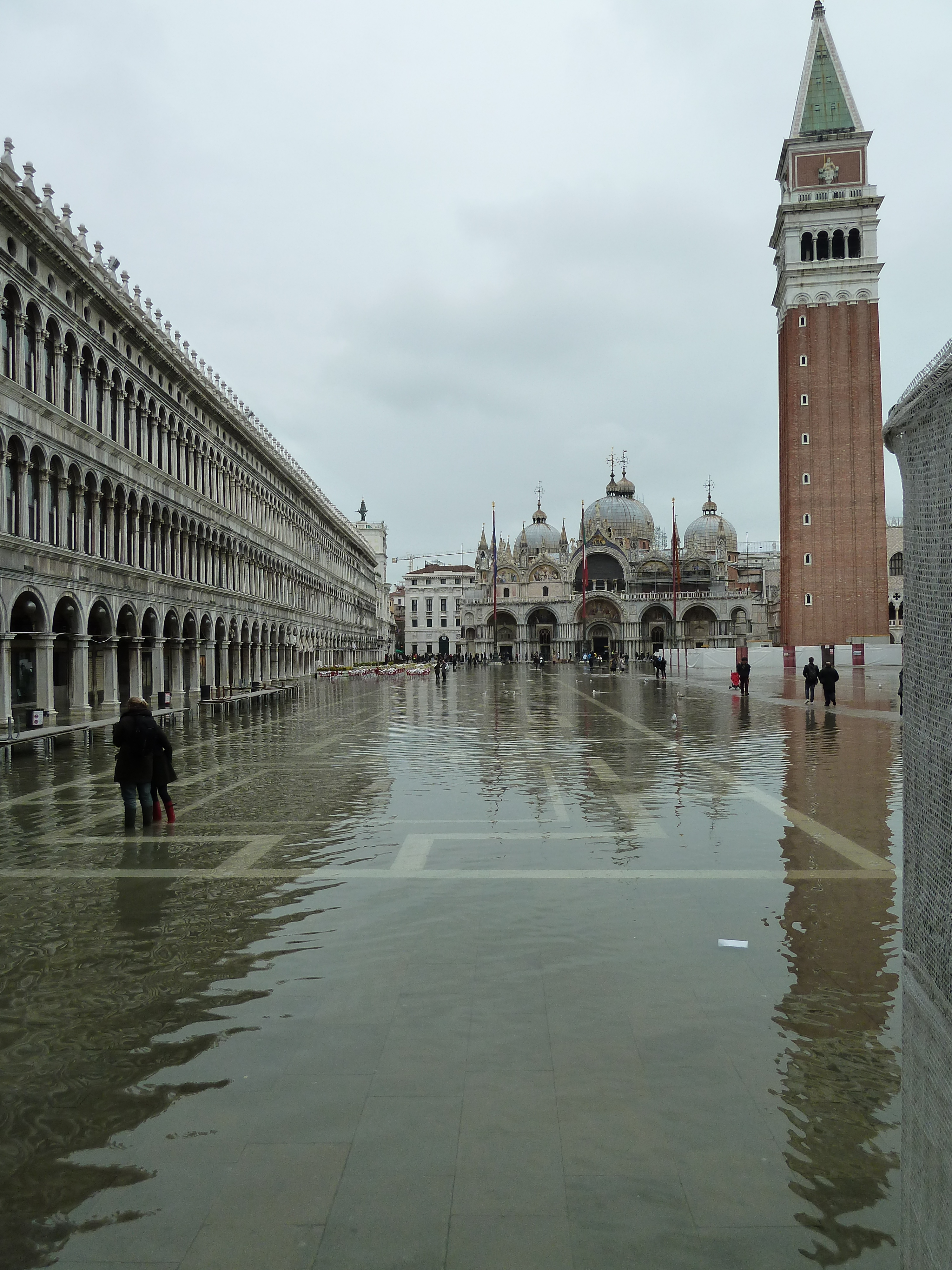
Венеция, наводнение 2008 года

Венеция постепенно уходит под воду — с этим фактом столкнулись ещё древние поселенцы, которые были вынуждены дважды перестраивать город, перебираясь на более высокие острова. На протяжении XX века Венеция довольно быстро (до 5 мм в год) погружалась в лагуну, в результате суша погрузилась на 23 см. Основной причиной бедствия выступал промышленный забор воды из артезианских скважин и, как следствие, понижение водоносного слоя земли; на постепенное затопление города также влияет возрастающее давление наземных объектов: зданий и сооружений, людей и т. д. После закрытия скважин оседание города замедлилось, но не прекратилось. В XXI веке первое наводнение в Венеции случилось в 2008 г.
По расчётам учёных, Венеция может стать непригодной для жизни уже в 2028 году, а к 2100 — полностью затонуть. Постепенное разрушение (размыв) города происходит также по причине увеличившейся частоты наводнений в Венецианской лагуне (так называемая «высокая вода», итал. acqua alta). Для спасения уникального города был разработан проект MOSE, предусматривающий постройку герметичных барьеров вокруг города. Проект получил одобрение специалистов и был торжественно открыт в 2003 году с закладкой первого камня С. Берлускони. Однако строительство дамб подвергается серьёзной критике из-за низкой эффективности подобной защиты от наводнений, опробованной в Нидерландах, и последствий для окружающей среды (недостаток морской воды может привести к вымиранию множества уникальных и редких видов живых существ, обитающих в акватории лагуны).
Венеция построена на сваях из лиственницы, произрастающей в Альпах, которая почти не гниёт в воде и из которой получают смолу, известную как венецианский терпентин.

### Климат
Венеция расположена в субтропическом климатическом поясе. Для Венеции характерно длительное жаркое лето со среднемесячной температурой июля +23 °C и мягкой зимой со среднемесячной температурой января +2,5 °C. Зимой иногда бывают заморозки и снегопады.
| Показатель                    | Янв. | Фев. | Март | Апр. | Май  | Июнь | Июль | Авг. | Сен. | Окт. | Нояб. | Дек. | Год  |
| ----------------------------- | ---- | ---- | ---- | ---- | ---- | ---- | ---- | ---- | ---- | ---- | ----- | ---- | ---- |
| Средний суточный максимум, °C | 5,8  | 8,2  | 12,0 | 16,3 | 21,2 | 24,8 | 27,5 | 27,0 | 23,6 | 18,1 | 11,5  | 6,7  | 16,9 |
| Средний суточный минимум, °C  | −0,9 | 0,7  | 3,8  | 7,9  | 12,3 | 15,9 | 17,8 | 17,3 | 14,2 | 9,4  | 4,2   | 0,0  | 8,6  |
| Норма осадков, мм             | 58,1 | 54,2 | 57,1 | 64,3 | 68,7 | 76,4 | 63,1 | 83,1 | 66   | 69   | 87,3  | 53,7 | 801  |
| Источник: meteoAM             |      |      |      |      |      |      |      |      |      |      |       |      |      |

## Население

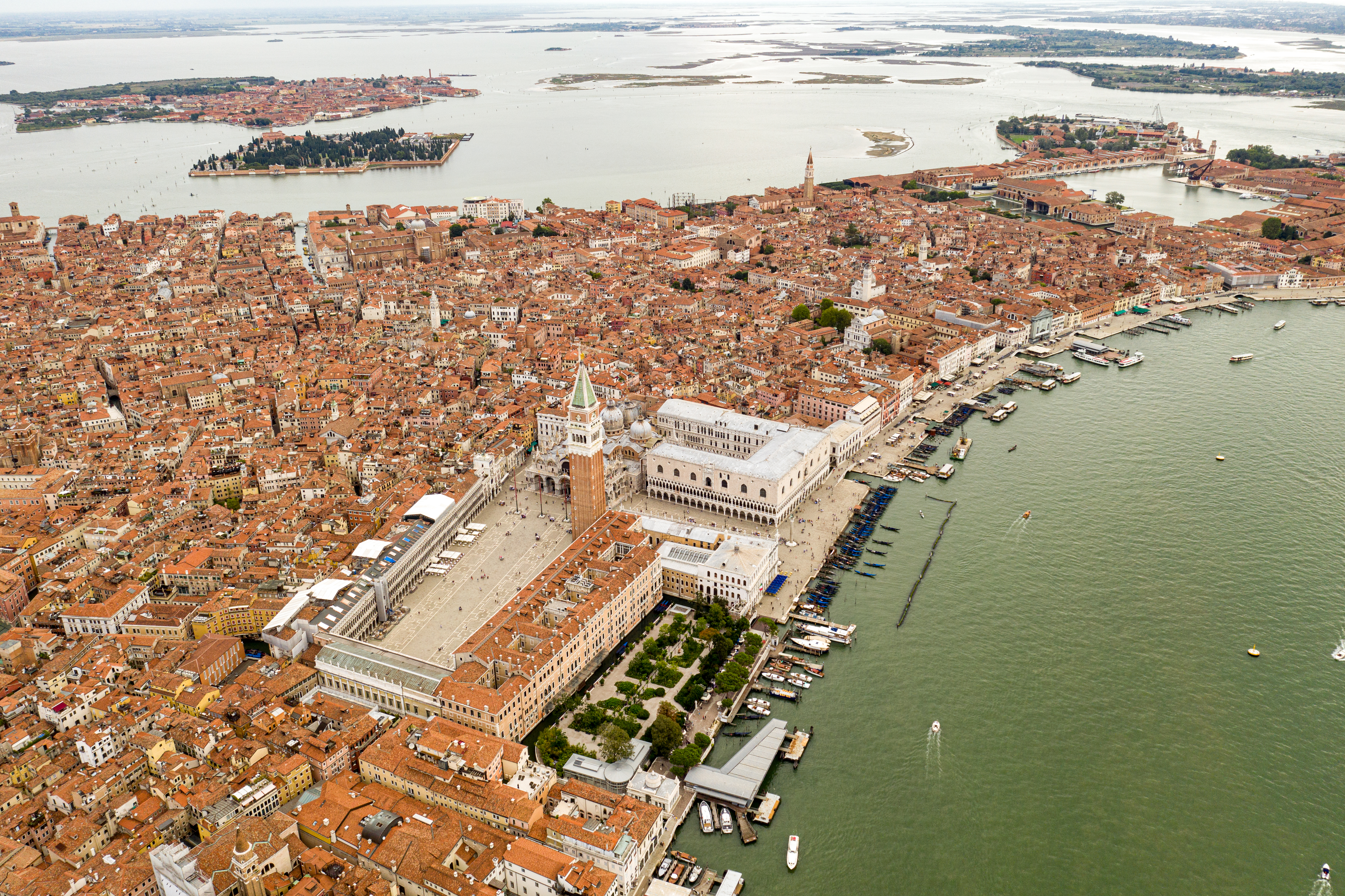
Основной остров Риальто, 2020 г.

Численность населения Венеции в границах коммуны, по состоянию на 31 декабря 2016 года, составляла 261 905 человек. 

В Венеции проживают 33 783 иностранных гражданина (по состоянию на 1 января 2016), что составляет 12,8 % от общего числа жителей коммуны. Среди иностранцев было больше всего жителей Бангладеш (15,9 %), Молдавии (14,3 %) и Румынии (14,0 %).
С ближайшими городами — Падуей и Тревизо Венеция образует метрополитенский район PaTreVe с населением около 2,6 млн человек. Кроме итальянского языка, распространён венецианский диалект венетского языка.
Историческая Венеция
Со времён Средневековья до Нового времени Венеция была одним из крупнейших городов Европы. Так, в XV веке с населением 180 тысяч жителей она уступала только Парижу. Население исторической Венеции (без учёта материковой части) продолжало расти до середины XX века, после чего стало стабильно падать, сократившись со 174,8 тысячи человек в 1951 году до 58,6 тысячи в 2012 году.
|                       | 31.12.2015 | 31.12.2016 | 31.12.2017 | 31.12.2018 |
| --------------------- | ---------- | ---------- | ---------- | ---------- |
| Венеция-Мурано-Бурано | 63 530     | 62 484     | 61 482     | 60 541     |
| Лидо-Пеллестрина      | 20 573     | 20 418     | 20 300     | 20 185     |
| Фаваро Венето         | 23 800     | 23 766     | 23 878     | 23 852     |
| Местре-Карпенедо      | 88 279     | 88 059     | 88 280     | 88 479     |
| Чириньяго-Зеларино    | 38 844     | 38 929     | 38 988     | 38 946     |
| Маргера               | 28 326     | 28 249     | 28 393     | 28 517     |
| Венеция               | 263 352    | 261 905    | 261 321    | 260 520    |

## Власть
Согласно уставу коммуны Венеция, принятому в 1991 году, Венеция является столичным городом Италии. Местное самоуправление образуют мэр и городской совет, избираемые населением.

### Административное деление
Коммуна Венеция разделена на 6 самоуправляемых районов (с 2005 года):
1. Венеция-Мурано-Бурано
2. Лидо-Пеллестрина
3. Фаваро Венето
4. Местре-Карпенедо
5. Чириньяго-Зеларино
6. Маргера

Исторические районы Венеции (сестиеры), сложившиеся в Средние века, расположены вдоль Гранд-канала: Сан-Марко, Каннареджо, Кастелло, Дорсодуро с островами Джудекка и Сакка Физола, Сан-Поло, Санта-Кроче.

## Экономика

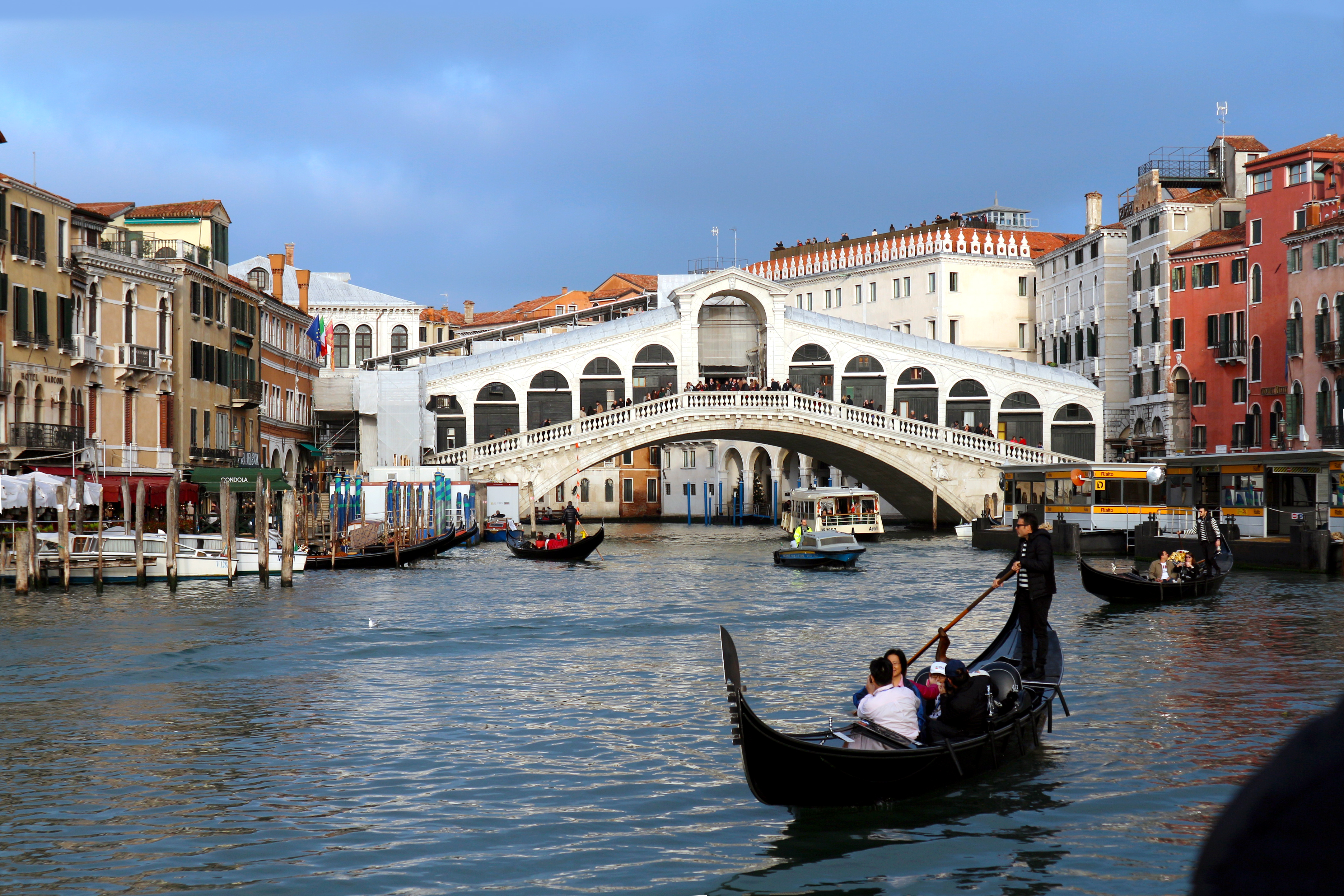
Островная Венеция с сокращающимся населением превратилась в своеобразный аттракцион для туристов

Экономика островной Венеции основана на туризме и ремёслах (производство художественных изделий из стекла на острове Мурано, кружев на острове Бурано, мозаики), материковой — на портово-промышленном комплексе в районе Маргера.
В промышленной зоне Маргеры расположены производства: нефтепереработки и нефтехимии, металлургии, электротехники, судостроения, электростанции, предприятия транспортной логистики.
Морской порт Венеции состоит из 26 грузовых и 8 пассажирских терминалов. Обслуживает 2,3 млн пассажиров в год. Порт является универсальным грузовым комплексом, перерабатывающим контейнерные, навалочные, генеральные и наливные грузы. Является единственным портом страны, подключённым к речной сети Северной Италии. В порту и на смежных производствах занято около 18 тысяч человек.
Близость промышленных предприятий и морского порта с их вредными выбросами в атмосферу и акваторию Венеции привели к эрозии дворцов и скульптур.
Венеция ежегодно принимает около 20 млн туристов и свыше 600 круизных лайнеров (2013 год).
В 2024 году с целью ограничения негативного влияния массового туризма на город власти Венеции ввели ограничения на въезд туристических групп численностью более 25 человек в сопровождении гидов и запрет на использование громкоговорителей. Также теперь за въезд в центр города однодневным туристам необходимо платить налог 5 евро. Новые правила направлены на уменьшение скопления людей в пиковые даты и поощрение более длительных поездок.

## Транспорт

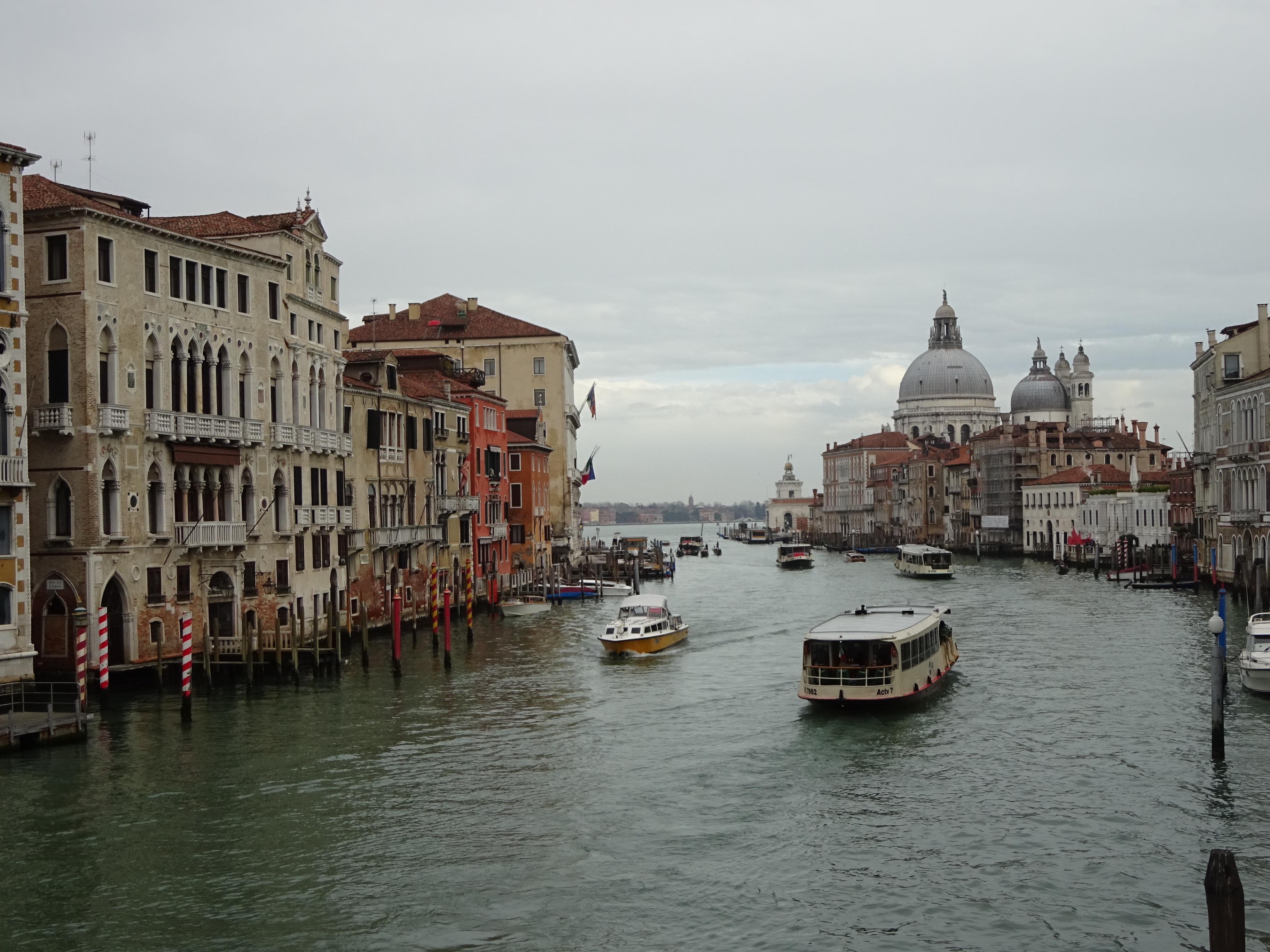
Маршрутные речные трамваи на Гранд канале

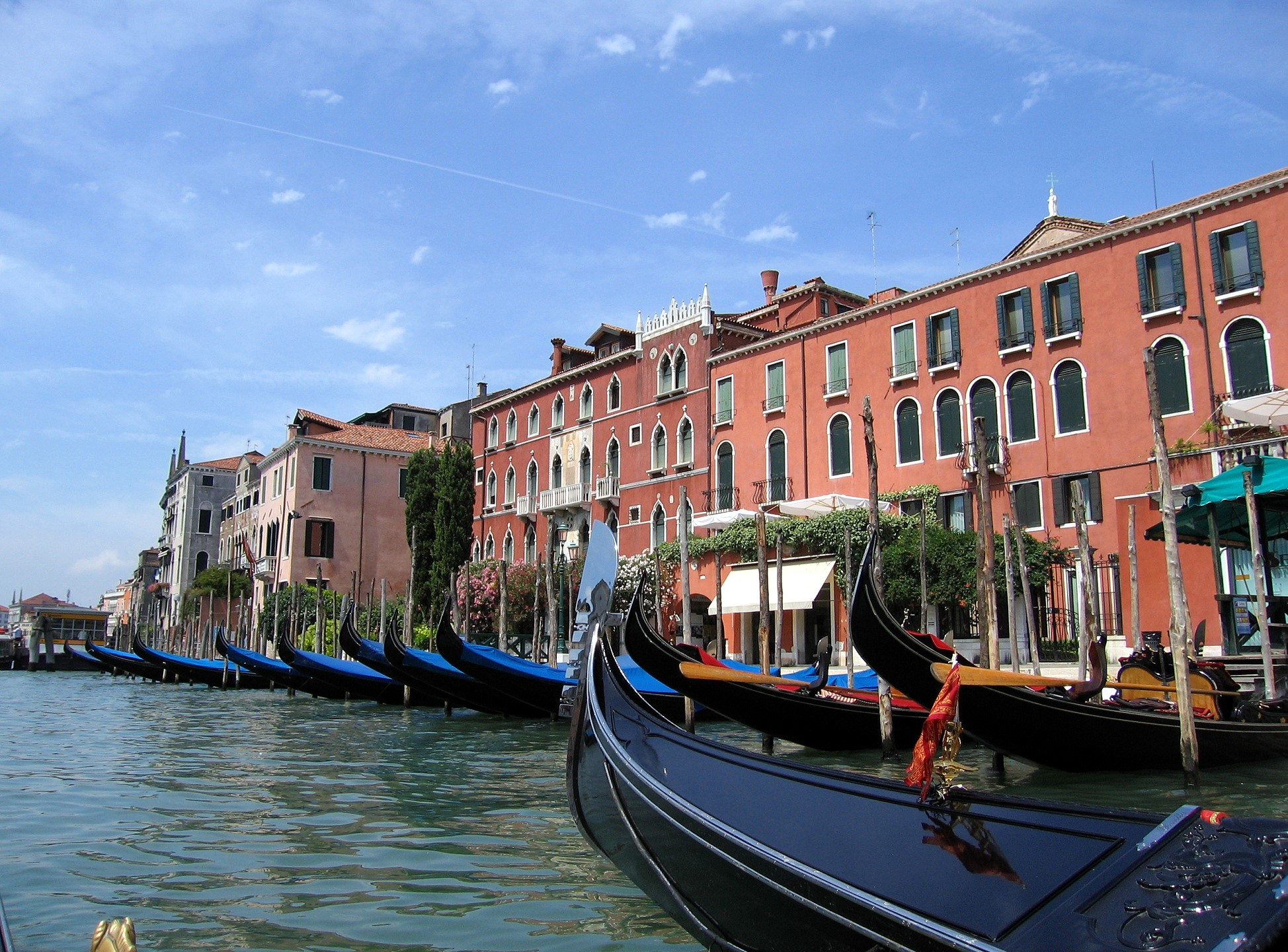
Гондолы на Гранд канале

Материковая Венеция — крупный узел шоссейных дорог. Дороги национального значения, связывающие Венецию с регионами Северной Италии: 11, 13, 14 и 309. Через город проходит объездная автомагистраль A57, соединяющая Венецию с пригородами на юго-западе и северо-востоке. Островной город связан с материком железнодорожно-автомобильным мостом Понте делла Либерта.
- автомагистраль A4: связывает Турин с Триестом.
- автомагистраль A27: соединяет Венецию с северными провинциями области Венеция.

Островная Венеция является городом без автомобилей.
Общественный транспорт
Основу общественного транспорта, обслуживаемого компанией ACTV, составляют автобусы и речные трамваи, в том числе вапоретто. Также имеется трамвайная система на материке и островное миниметро протяжённостью менее километра. С 1933 по 1968 год действовала троллейбусная система.
Железнодорожные вокзалы: островной Санта-Лючия и материковый Местре. Поезда связывают Венецию с Римом (время в пути — 3,5 часа) и остальной Италией и Европой. Мост Конституции связывает вокзал с Римской площадью, где находится городской автовокзал Венеции.
На материке расположен международный аэропорт Марко Поло, один из крупнейших в Италии. В 20 км к северо-западу от города находится международный аэропорт Тревизо. Морской вокзал, расположенный на одном из островов, принимает паромы и круизные лайнеры.
В Венеции — 433 гондольера, причём число это не меняется вне зависимости от выхода на пенсию или прибытия новых членов. Все они венецианцы по происхождению. В Венеции — только одна женщина-гондольер. С апреля по сентябрь в Лагуне проходят лодочные регаты, в которых участвуют многие из гондольеров[значимость факта?].

## Образование

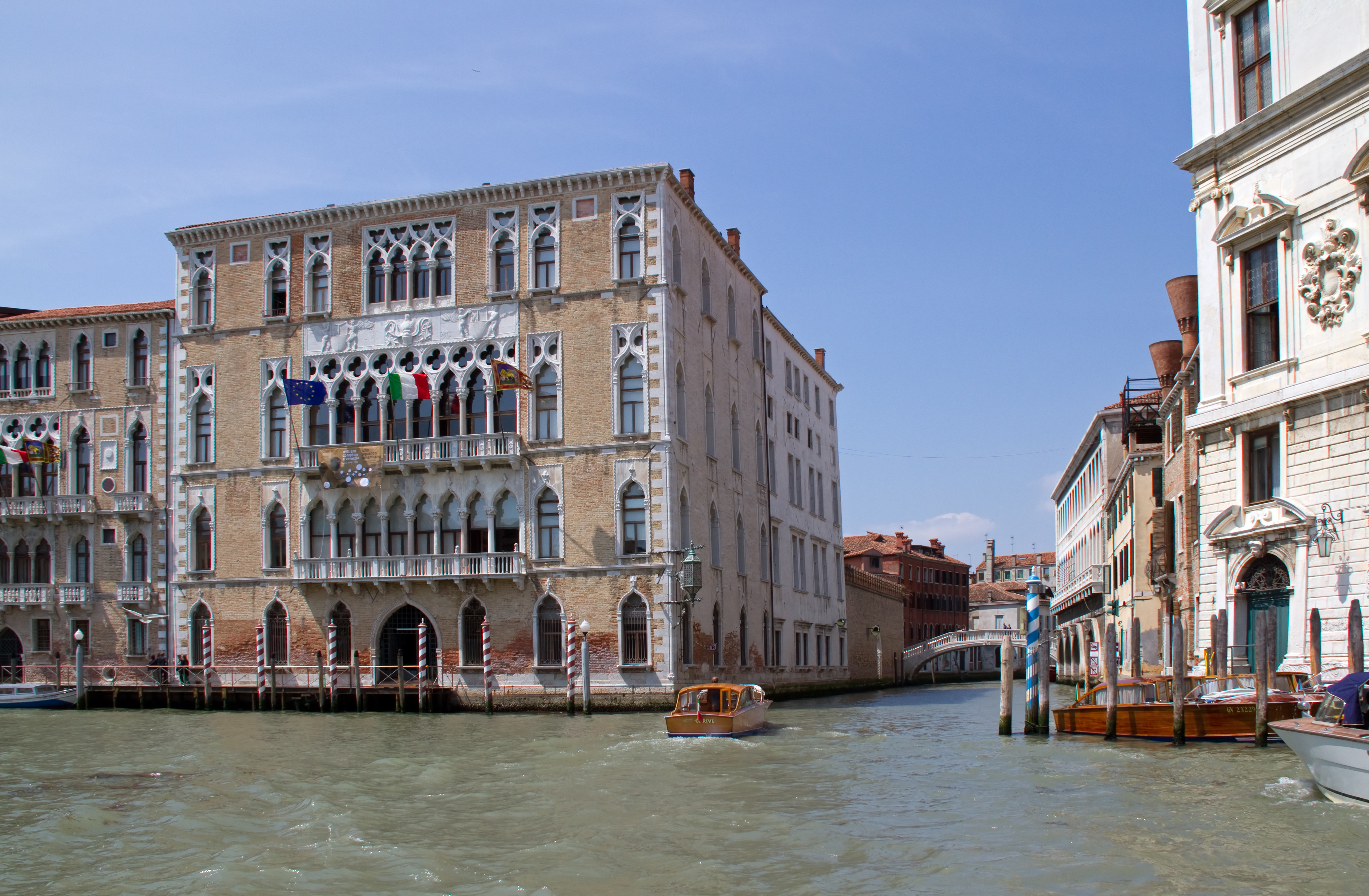
Университет и дворец Ка' Фоскари

Библиотека Марчиана — крупнейшая библиотека города, расположенная на площади Святого Марка (основана в 1468 году). В Государственном архиве Венеции хранятся исторические документы с момента образования Венецианской республики. Публичная библиотека фонда Кверини Стампалья.
Среди учебных заведений действует Венецианская консерватория имени Бенедетто Марчелло (основана в 1876 году, расположена во дворце Пизани) и Военно-морское училище Франческо Морозини (учебное заведение ВМС Италии, основано в 1937 году).
Университеты
- Университет Ка' Фоскари — государственный вуз широкого профиля, основан в 1868 году. Расположен в историческом центре во дворце Ка' Фоскари.
- Университете Венеции IUAV — государственный вуз архитектурного профиля, основан в 1926 году.
- Венецианская академия изящных искусств — проводит обучение по искусствоведческим специальностям, основана правительством Венеции в 1750 году.
- Международный университет Венеции — международный центр повышения квалификации по гуманитарным направлениям, основан в 1995 году.

## Города-побратимы
Венеция имеет связи-побратимы со следующими городами:
| - Сучжоу, КНР, с 1980 года - Ницца, Франция, с 1986 года - Баку, Азербайджан, с 1991 года - Сараево, Босния и Герцеговина, с 1994 года - Лиссабон, Португалия, с 1995 года - Кёльн, Германия, с 1997 года - Таллин, Эстония, с 1998 года - Санкт-Петербург, Россия, с 2006 года |  | - Стамбул, Турция, с 2007 года - Ереван, Армения, с 2011 года - Дубровник, Хорватия, с 2012 года - Ибарра, Эквадор - Одесса, Украина, с 2022 года - Римини, Италия - Тирана, Албания - Форт-Лодердейл, США |

Также Венеция заключила договоры о сотрудничестве со следующими городами:
- Нюрнберг, Германия
- Циндао, Китай
- Салоники, Греция
- Тель-Авив, Израиль

## В астрономии
Астероид (487) Венеция, открытый в 1902 году итальянским астрономом Луиджи Карнерой, назван в честь города Венеции.